# Голка Микола Михайлович
 Микола Михайлович Голка — майор Збройних сил України, учасник російсько-української війни, що відзначився під час російського вторгнення в Україну в 2022 році.
Брав участь в АТО на сході України в складі 1-го гірсько-штурмового батальйону 128-ої окремої гірничо-піхотної бригади (в/ч А1556), обіймав посаду заступника командира батальйону з озброєння.

## Нагороди
- орден «Богдана Хмельницького» III ступеня (2022) — за особисту мужність і самовіддані дії, виявлені у захисті державного суверенітету та територіальної цілісності України, вірність військовій присязі[2].